# Coupe de France 1966/67
Der Wettbewerb um die Coupe de France in der Saison 1966/67 war die 50. Ausspielung des französischen Fußballpokals für Männermannschaften. In diesem Jahr meldeten 1.378 Vereine.
Titelverteidiger war der RC Strasbourg, der in diesem Jahr nur bis ins Achtelfinale kam. Gewinner der Trophäe wurde Olympique Lyon. Dies war sein zweiter Pokalsieg nach 1964 bei der dritten Finalteilnahme. Endspielgegner FC Sochaux-Montbéliard stand gleichfalls zum dritten Mal in einem Finale um die Coupe de France, das letzte Mal 1959. Auch damals hatte die Mannschaft aus dem Département Doubs verloren.
Von den Zweitdivisionären machten der SEC Bastia (im Viertelfinale erst nach zwei Wiederholungsspielen gegen Sochaux ausgeschieden) und insbesondere die AS Angoulême auf sich aufmerksam: im Halbfinale hielt die Elf, die zuvor mit FC Nantes und RC Lens schon zwei Erstligisten aus dem Weg geräumt hatte, dem späteren Wettbewerbsgewinner Lyon in drei 120-Minuten-Spielen stand. Das Reglement sah in solch einem Fall die Bestimmung des Siegers durch Münzwurf vor – und die Fehlwahl von Spielführer Yvon Goujon, der sich für den Revers des Ein-Franc-Stückes entschied, gehört bis heute zu den besonders häufig zitierten Pokalhistörchen in Frankreich.
Die Amateurteams erreichten demgegenüber wenig und schieden spätestens im Sechzehntelfinale aus. Darunter war auch ein Fünftligist, wenngleich mit viel Pokaltradition: der FC Sète hatte diesen Wettbewerb sogar zweimal gewonnen, auch wenn das schon über drei Jahrzehnte zurücklag.
Nach den von den regionalen Untergliederungen des Landesverbands FFF organisierten Qualifikationsrunden griffen ab der Runde der letzten 64 Mannschaften auch die 20 Erstligisten in den Wettbewerb ein. Die Pokalpaarungen wurden im Zweiunddreißigstelfinale anhand einer groben Vierteilung des Landes, anschließend für jede Runde frei ausgelost und fanden grundsätzlich auf neutralem Platz statt; die Einnahmen wurden geteilt. Endete eine Begegnung nach Verlängerung unentschieden, wurden Wiederholungsspiele ausgetragen, bis ein Sieger feststand – allerdings höchstens zwei; anschließend wurde durch Münzwurf bestimmt, welche Mannschaft weiterkam.

## Zweiunddreißigstelfinale
Spiele am 15., Wiederholungsmatches am 19. bzw. 22. Januar 1967. Die Vereine der beiden professionellen Ligen sind mit D1 bzw. D2 bezeichnet, diejenigen der landesweiten Amateurspielklasse mit CFA, die höchsten regionalen Amateurligen als DH bzw. PH („Division d’Honneur“ bzw. „Promotion d’Honneur“).
| - SC Challandais CFA – Stade Poitiers CFA 1:0 - Stade Rennes D1 – Stade Laval CFA 1:0 - Stade Paris FC D1 – US Quevilly CFA 3:0 - FC Nantes D1 – FC Toulouse D1 4:0 - EDS Montluçon CFA – GC Gond Pontouvre CFA 3:3 n. V., 2:1 - Olympique Marseille D1 – US Albi DH 1:1 n. V., 4:0 - Olympique Lyon D1 – CO Saint-Dizier CFA 3:1 - FC Limoges D2 – FC Tours CFA 1:0 - OSC Lille D1 – RCFC Besançon D2 2:1 - RC Lens D1 – FC Dieppe DH 1:0 - ESCN La Ciotat DH – US Cazères CFA 2:0 - FC Rouen D1 – Racing Calais DH 3:0 - AC Chaumont D2 – AC Cambrai CFA 3:1 n. V. - AS Monaco D1 – OGC Nizza D1 0:0 n. V., 3:1 n. V. - SEC Bastia D2 – US Concarneau DH 3:0 - Olympique Avignon D2 – SSMC Miramas CFA 3:0 | - AS Aulnoye CFA – AS Strasbourg DH 2:1 - FC Annecy CFA – AS Cannes D2 1:0 - AS Angoulême D2 – US Le Mans CFA 3:0 - SCO Angers D1 – Girondins Bordeaux D1 2:1 - AC Ajaccio D2 – FC Metz D2 1:0 - AS Aix D2 – Olympique Nîmes D1 1:0 - SC Abbeville CFA – AS Cherbourg D2 2:1 - FC Grenoble D2 – Pierrots Strasbourg CFA 2:1 - RC Strasbourg D1 – RS Champigny DH 2:0 - AS Saint-Étienne D1 – Sporting Toulon D2 1:0 - US Valenciennes D1 – Stade Reims D1 1:1 n. V., 2:1 - FC Sochaux D1 – ASPTT Paris DH 2:0 - FC Sète PH – CO Le Puy DH 2:0 - Stade Saint-Germain CFA – CA Mantes DH 0:0 n. V., 2:1 - Racing Paris-Sedan D1 – US Tavaux-Damparis CFA 10:2 - Red Star OA D2 – FC Lorient DH 3:1 |

## Sechzehntelfinale
Spiele am 12., Wiederholungsmatches am 19. Februar 1967
| - Stade Rennes D1 – Olympique Avignon D2 3:1 - Stade Paris FC D1 – US Valenciennes D1 2:1 - FC Nantes D1 – ESCN La Ciotat DH 2:1 - Olympique Lyon D1 – AS Saint-Étienne D1 2:0 - OSC Lille D1 – Stade Saint-Germain CFA 2:0 - RC Lens D1 – SC Abbeville CFA 1:1 n. V., 2:0 - FC Rouen D1 – Red Star OA D2 2:1 - AC Chaumont D2 – FC Sète PH 4:0 | - AS Monaco D1 – AS Aulnoye CFA 1:1 n. V., 6:3 - SEC Bastia D2 – SC Challandais CFA 2:1 - AS Angoulême D2 – FC Grenoble D2 2:0 - SCO Angers D1 – Olympique Marseille D1 5:0 - AS Aix D2 – FC Limoges D2 2:1 - RC Strasbourg D1 – FC Annecy CFA 1:0 - FC Sochaux D1 – AC Ajaccio D2 2:1 - Racing Paris-Sedan D1 – EDS Montluçon CFA 2:1 |

## Achtelfinale
Spiele am 12., Wiederholungsmatches am 15. März 1967
| - Stade Rennes D1 – Stade Paris FC D1 2:0 - Olympique Lyon D1 – FC Rouen D1 1:0 - RC Lens D1 – Racing Paris-Sedan D1 2:1 n. V. - AS Monaco D1 – AS Aix D2 1:0 | - SEC Bastia D2 – RC Strasbourg D1 3:1 - AS Angoulême D2 – FC Nantes D1 1:1 n. V., 1:0 - SCO Angers D1 – OSC Lille D1 1:0 - FC Sochaux D1 – AC Chaumont D2 1:1 n. V., 2:1 |

## Viertelfinale
Spiele am 2., Wiederholungsmatches am 5. und 12. April 1967
| - Stade Rennes D1 – AS Monaco D1 2:1 - Olympique Lyon D1 – SCO Angers D1 1:0 | - AS Angoulême D2 – RC Lens D1 2:0 - FC Sochaux D1 – SEC Bastia D2 1:1 n. V., 0:0 n. V., 1:0 |

## Halbfinale
Spiele am 21. bzw. 23., Wiederholungsmatches am 29. April, 3. und 10. Mai 1967
| - Olympique Lyon D1 – AS Angoulême D2 3:3 n. V., 1:1 n. V. (a) | - FC Sochaux D1 – Stade Rennes D1 0:0 n. V., 4:3 |

## Finale
Spiel am 21. Mai 1967 im Pariser Prinzenparkstadion vor 32.523 Zuschauern
- Olympique Lyon – FC Sochaux 3:1 (1:1)

### Mannschaftsaufstellungen
Auswechslungen waren damals nicht möglich.
Olympique Lyon: Michel Zewulko – Erwin Kuffer, Marcel Leborgne, Jacques Glyczinski, Lucien Degeorges – Hector Maison, René Rocco – Robert Nouzaret, André Perrin, Fleury Di Nallo , Angel Rambert
Trainer : Louis Hon
FC Sochaux: Elefterios Manolios – Alain Marconnet, Jean-Marie Zimmermann, Claude Quittet , Jacques Andrieux – Eugène Laffon, Robert Dewilder – Louis Leclerc, Maryan Wisnieski, Guy Lassalette, „Ady“ Schmit
Trainer : Georges Vuillaume
Schiedsrichter: Robert Lacoste (Bordeaux)

### Tore
1:0 Rambert (22.)

1:1 Leclerc (33.)

2:1 Perrin (81.)

3:1 Di Nallo (89.)

### Besondere Vorkommnisse
Dieser Jubiläumswettbewerb blieb nicht nur wegen des o. g. Lospechs von Angoulême besonders in der öffentlichen Erinnerung, sondern auch noch wegen eines Vorfalls während des Endspiels, als Lyons Hector Maison einen Befreiungsschlag auf die Ehrentribüne des Prinzenparks drosch, genau in die Loge des Staatspräsidenten de Gaulle.
Dieser griff sich das Leder und beförderte es beidhändig auf das Spielfeld zurück, genau in die Arme eines Spielers von Sochaux. Das Foto dieses Ballrückwurfs durch den „Général“, unter großem Gelächter nahezu aller Umsitzenden, gehört zu den verbreitetsten sportfeuilletonistischen Schnappschüssen der Pokalhistorie.